# Pukirieri
Pukirieri, jedna od lokalnih skupina peruanskih Indijanaca koji pripadaju porodici harakmbet a obitavali su na rijeci Pukiri, po kojoj i uzimaju svoje ime. Pod utjecaj misionara dolaze 1940-tih godina na misiji San Miguel de Kaichihue, gdje mnogi pomru od bolesti koje su donesli misionari. Danas žive u naselju Kotsimba na rijeci Malinowski, a njihovu zemlju na gornjoj Pukiri zauzeli su Indijanci Kochimberi, jedna od njima srodnih skupina, koja je napustila misijsku postaju Shintuya i 1975. osnovala Barranco Chico.